# Milán-Turín 2023
La 104.ª edición de la clásica ciclista Milán-Turín fue una carrera en Italia que se celebró el 15 de marzo de 2023 sobre un recorrido de 192 kilómetros con inicio en la localidad de Rho y final en el municipio de Orbassano.
La carrera formó parte del UCI ProSeries 2023, calendario ciclístico mundial de la segunda división, dentro de la categoría UCI 1.Pro y fue ganada por el neerlandés Arvid de Kleijn del Tudor. Completaron el podio, como segundo y tercer clasificado respectivamente, el colombiano Fernando Gaviria del Movistar y el también neerlandés Casper van Uden del DSM.

## Equipos participantes
Tomaron parte en la carrera 17 equipos: 10 de categoría UCI WorldTeam invitados por la organización y 7 de categoría UCI ProTeam. Formaron así un pelotón de 115 ciclistas de los cuales terminaron 113. Los equipos participantes fueron:
| WorldTeams (10)- AG2R Citroën Team - Astana Qazaqstan Team - Bora-Hansgrohe - EF Education-EasyPost - Intermarché-Circus-Wanty - Movistar Team - Arkéa-Samsic - Team DSM - Team Jayco AlUla - Trek-Segafredo ProTeams (7)- Bingoal WB - Eolo-Kometa - Green Project-Bardiani CSF-Faizanè - Israel-Premier Tech - Q36.5 Pro Cycling Team - Team Corratec - Tudor Pro Cycling Team |
| |

## Clasificación final
- La clasificación finalizó de la siguiente forma:[3]

| \| Clasificación general \| Clasificación general \| Clasificación general \| Clasificación general \| Clasificación general \| \| Ciclista \| Ciclista \| Equipo \| Tiempo \| \| \| --------------------- \| --------------------- \| ---------------------- \| --------------------- \| --------------------- \| \| 1.º \| Arvid de Kleijn \| Tudor Pro Cycling Team \| 3 h 59 min 02 s \| \| \| 2.º \| Fernando Gaviria \| Movistar Team \| + 0 s \| \| \| 3.º \| Casper van Uden \| Team DSM \| + 0 s \| \| \| 4.º \| Itamar Einhorn \| Israel-Premier Tech \| + 0 s \| \| \| 5.º \| Matteo Moschetti \| Q36.5 Pro Cycling Team \| + 0 s \| \| \| 6.º \| Nacer Bouhanni \| Arkéa-Samsic \| + 0 s \| \| \| 7.º \| Jordi Meeus \| Bora-Hansgrohe \| + 0 s \| \| \| 8.º \| Andrea Vendrame \| AG2R Citroën Team \| + 0 s \| \| \| 9.º \| Jon Aberasturi \| Trek-Segafredo \| + 0 s \| \| \| 10.º \| Dylan Groenewegen \| Team Jayco AlUla \| + 0 s \| \| |                   |                        |                 |
| |                   |                        |                 |
| Fuente: ProCyclingStats |                   |                        |                 |
| Clasificación general |                   |                        |                 |
| Ciclista | Ciclista          | Equipo                 | Tiempo          |
| 1.º | Arvid de Kleijn   | Tudor Pro Cycling Team | 3 h 59 min 02 s |
| 2.º | Fernando Gaviria  | Movistar Team          | + 0 s           |
| 3.º | Casper van Uden   | Team DSM               | + 0 s           |
| 4.º | Itamar Einhorn    | Israel-Premier Tech    | + 0 s           |
| 5.º | Matteo Moschetti  | Q36.5 Pro Cycling Team | + 0 s           |
| 6.º | Nacer Bouhanni    | Arkéa-Samsic           | + 0 s           |
| 7.º | Jordi Meeus       | Bora-Hansgrohe         | + 0 s           |
| 8.º | Andrea Vendrame   | AG2R Citroën Team      | + 0 s           |
| 9.º | Jon Aberasturi    | Trek-Segafredo         | + 0 s           |
| 10.º | Dylan Groenewegen | Team Jayco AlUla       | + 0 s           |

## Ciclistas participantes y posiciones finales
Convenciones:
- AB-N: Abandono en la etapa N
- FLT-N: Retiro por llegada fuera del límite de tiempo en la etapa N
- NTS-N: No tomó la salida para la etapa N
- DES-N: Descalificado o expulsado en la etapa N

## UCI World Ranking
La Milán-Turín otorgó puntos para el UCI World Ranking para corredores de los equipos en las categorías UCI WorldTeam, UCI ProTeam y Continental. Las siguientes tablas son el baremo de puntuación y los diez corredores que obtuvieron más puntos:
| Posición              | 1.º | 2.º | 3.º | 4.º | 5.º | 6.º | 7.º | 8.º | 9.º | 10.º | 11.º | 12.º | 13.º | 14.º | 15.º | 16.º-30.º | 31.º-40.º |
| Clasificación general | 200 | 150 | 125 | 100 | 85  | 70  | 60  | 50  | 40  | 35   | 30   | 25   | 20   | 15   | 10   | 5         | 3         |

| Clasificación |                   |                     |         |
| Posición      | Ciclista          | Equipo              | General |
| ------------- | ----------------- | ------------------- | ------- |
| 1.º           | Arvid de Kleijn   | Tudor               | 200     |
| 2.º           | Fernando Gaviria  | Movistar            | 150     |
| 3.º           | Casper van Uden   | DSM                 | 125     |
| 4.º           | Itamar Einhorn    | Israel-Premier Tech | 100     |
| 5.º           | Matteo Moschetti  | Q36.5               | 85      |
| 6.º           | Nacer Bouhanni    | Arkéa Samsic        | 70      |
| 7.º           | Jordi Meeus       | Bora-Hansgrohe      | 60      |
| 8.º           | Andrea Vendrame   | AG2R Citroën        | 50      |
| 9.º           | Jon Aberasturi    | Trek-Segafredo      | 40      |
| 10.º          | Dylan Groenewegen | Jayco AlUla         | 35      |